# Amtsgericht Passau

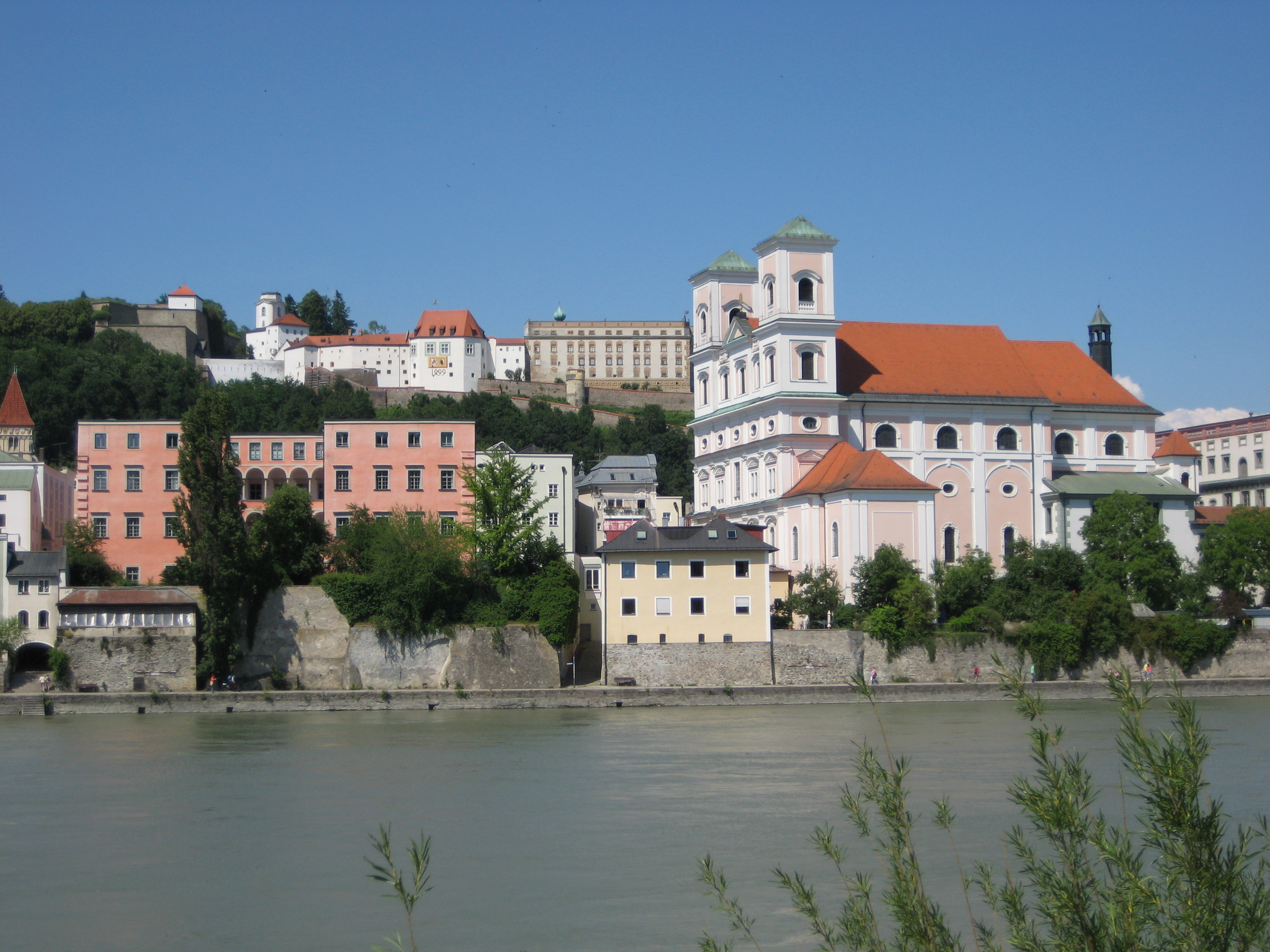
Das Amtsgerichtsgebäude in der Schustergasse (links) in der Passauer Altstadt

Das Amtsgericht Passau ist ein Gericht der ordentlichen Gerichtsbarkeit, sowie eines von 73 Amtsgerichten in Bayern. Das Amtsgericht ist in zwei Gebäuden in der Schustergasse und in der Heilig-Geist-Gasse untergebracht.

## Geschichte
Nach dem Übergang vom Hochstift Passau an das Königreich Bayern wurde neben dem Kreis- und Stadtgericht ein sogenanntes Landgericht (älterer Ordnung) in Passau eingerichtet. Am 9. Oktober 1838 wurde das dem Kreis- und Stadtgericht Passau unterstellte bisherige Landgericht Passau in die beiden Landgerichtsbezirke Passau I und Passau II aufgeteilt. 1879 wurde im Zuge der Einführung des Gerichtsverfassungsgesetzes das bisherige Stadtgericht Passau mit den bisherigen Landgerichten Passau I und Passau II zum Amtsgericht Passau zusammengeschlossen. Vorläufer des heutigen Landgerichts Passau ist dagegen das 1857 gegründete bayerische Bezirksgericht Passau, das 1879 zeitgleich in ein Landgericht umgewandelt wurde.

## Gebäude
Nach Errichtung des Amtsgerichtes Passau war dieses zusammen mit dem Landgericht Passau und der Staatsanwaltschaft in der Alten Residenz untergebracht. 1905 siedelte das Amtsgericht in das Herberstein-Palais in der Schustergasse um. 1987 wurde für zusätzlich die ehemalige fürstbischöfliche Wagenremise in der Heilig-Geist-Gasse erworben und Anfang der 1990er-Jahre das Registergericht hier ausgelagert.

### Gebäude Schustergasse
Das Gebäude in der Schustergasse (⊙) wurde Mitte des 16. Jahrhunderts durch den Domherrn Graf von Herberstein errichtet. Es heißt deshalb auch Herberstein-Palais. Nach dem Stadtbrand 1662 erfolgte ein größerer Umbau, dem das Gebäude seine heutige Fassadengestaltung und die Stuckdecken im Inneren zu verdanken hat. Das Palais diente längere Zeit als Bürgermeisterwohnung und war im 19. Jahrhundert in Privatbesitz. 1905 zog das Amtsgericht aus der Alten Residenz in das Herberstein-Palais um. Wegen Raumnot wurden in den 1950er Jahren die Seitentrakte aufgestockt und ein ebenerdiger Anbau angefügt. Den heute charakteristischen roten Anstrich erhielt das Gebäude 1966.
Im Inneren finden sich neben dem barocken Stuck aus der Zeit nach 1662 auch Malereien aus dem Früh-Rokoko. Nennenswert ist hier der Gartensaal (salla terena).

### Gebäude Heilig-Geist-Gasse
Das Gebäude in der Heilig-Geist-Gasse (⊙) wurde unter Fürstbischof Kardinal Johann Philipp Graf von Lamberg gebaut, der auf dem Regensburger Reichstag das Amt des kaiserlichen Prinzipalkommissars bekleidete.
Um diese Aufgabe ausfüllen zu können, ließ er in der heutigen Theresienstraße einen Marstall (heute Justizvollzugsanstalt Passau) errichten. 
Zu diesem Gebäudekomplex gehörte auf dessen Rückseite zur Heilig-Geist-Gasse auch eine Wagenremise, in der heute das Registergericht untergebracht ist.
Nach der Säkularisation war in dieser Wagenremise das königliche Salzamt untergebracht. 
1873 ging das Gebäude in Privatbesitz über und wurde 1936 von der Bayerischen Warenvermittlung aufgekauft, die es mehrmals umbaute und ab 1980 als Verkaufshaus nutzte. 
1987 wurde es durch den Freistaat Bayern zur Unterbringung von Gerichts- und Justizbehörden aufgekauft und anschließend umgebaut. 
1991 wurde der Fassadenpreis der Stadt Passau verliehen.

## Zuständigkeitsbereich
Der Amtsgerichtsbezirk umfasst das Gebiet der kreisfreien Stadt Passau sowie des Landkreises Passau. Der Gerichtsbezirk des Registergerichts am Amtsgericht Passau umfasst zusätzlich noch das Gebiet des Landkreises Freyung-Grafenau. Folgende Verfahren werden am Amtsgericht Passau bearbeitet und verhandelt:
| - Adoptionen - Beratungshilfe - Betreuungsverfahren - Bußgeldverfahren - Familienverfahren - Genossenschaftsregister - Gerichtszahlstelle - Grundbuchamt - Handelsregister | - Hinterlegungsstelle - Insolvenzverfahren - Landwirtschaftsverfahren - Nachlassverfahren - Partnerschaftsregister - Pflegschaftsverfahren - Schöffengeschäftsstelle - Sprechscheinstelle - Strafverfahren | - Vereinsregister - Vormundschaftsverfahren - Wohnungseigentumsverfahren - Zeugenbetreuungsstelle - Zivilverfahren - Zwangsversteigerung - Zwangsvollstreckung |

## Übergeordnete Gerichte
Dem Amtsgericht Passau ist das Landgericht Passau übergeordnet, das wiederum dem Oberlandesgericht München untergeordnet ist.